# Enrique Jorrín
Enrique Jorrín (ur. 25 grudnia 1926 w Pinar del Río, zm. 12 grudnia 1987 w Hawanie) – kubański skrzypek, kompozytor i dyrygent, absolwent konserwatorium w Hawanie (klasa skrzypiec i kompozycji), pierwszy skrzypek hawańskiego Instytutu Radia i Telewizji. Jest znany przede wszystkim jako twórca tańca towarzyskiego cha-cha.